# Nicolai Vemming
Nicolai Vemming född 7 juli 1961, är en dansk producent och teaterchef. Han är partner och direktör i Pont Neuf, Performing Fine Arts
Vemming är utbildad bildkonstnär vid bland annat Billedskolen i Köpenhamn. Han var avdelningschef vid Statens Teaterskole i Köpenhamn 1989–1993. Mellan 1993 och 1998 ledde han som vice VD tillsammans med Staffan Valdemar Holm Malmö Dramatiska Teater innan han 1998 tog över som teaterchef och VD. År 2001 blev Vemming biträdande dramachef vid Det Kongelige Teater i Köpenhamn där han ledde ett omfattande program av internationella gästspel och co-produktioner med Frank Castorf, Jonathan Meese, Alain Platel, Luc Perceval, Johann Kresnik and Christoph Marthaler. 
I 2009 grundade Nicolai Vemming det internationella produktionsbolaget Unlimited Performing Arts. Bolaget har sedan producerat och turnerat produktioner i Europa, USA och Kina.
Från 2016 till 2020 var Vemming direktör och medstiftare av MusicAeterna s.a.r.l. som internationellt produktionsbolag för dirigenten Teodor Currentzis Musikanterna orkester och kör, med kontor i Köpenhamn och Paris.
Nicolai Vemming är direktör och medstiftare av Pont Neuf, Performing Fine Arts med säte i Paris.